# Петриківська сільська рада (Хмільницький район)
| Петриківська сільська рада — колишній орган місцевого самоврядування у Хмільницькому районі Вінницької області з адміністративним центром у с. Петриківці. Сільській раді підпорядковані населені пункти: - с. Петриківці - с. Подорожня - с. Сміла |

## Склад ради
Рада складається з 12 депутатів та голови.

## Керівний склад сільської ради
| ПІБ                             | Основні відомості                                                                 | Дата обрання | Дата звільнення |
| ------------------------------- | --------------------------------------------------------------------------------- | ------------ | --------------- |
| Семененко Євгенія Іванівна      | Сільський голова, 1948 року народження, освіта, член Комуністичної партії України | 26.03.2006   | 31.10.2010      |
| Доманський Микола Станіславович | Сільський голова, 1970 року народження, освіта вища, член Партії регіонів         | 31.10.2010   |                 |

Примітка: таблиця складена за даними джерела